# Himont
La Himont S.p.A., abbreviazione di Hercules Montedison, è stata un'azienda italo-statunitense che operava nel settore chimico. Era considerata uno dei “gioielli” tecnologici del gruppo Montedison.

## Storia

### Origini
Nacque nel 1983, come joint venture per la produzione di propilene e polipropilene, tra la Montedison e il gruppo statunitense Hercules, rilevando il Centro Ricerche Giulio Natta, sito nel Polo chimico di Ferrara. Entrambe le aziende partecipavano Himont al 50%, che giunse in breve tempo ad essere leader mondiale nel settore del polipropilene. Hercules e Montedison già dal 1969, avevano intrapreso una politica di collaborazione creando la società Neofil, partecipata da entrambe al 50%.

### L'espansione
Il buon andamento della joint venture indusse la Montedison (1986) ad apportarvi il 40% della controllata Taiwan Polypropylene Company; a sua volta la Hercules conferì il 38% (poi sceso al 33%) della brasiliana Companhia Industrial de Polipropileno. Oltre a ciò, la Himont possedeva il 49% della thailandese Hmc Polymers, joint venture con la Metro Company di Bangkok. Dopo che, sempre nel 1986, Montedison ed Hercules avevano costituito una nuova joint venture nel campo del film e delle fibre di polipropilene, apportando rispettivamente lo stabilimento di Terni e l'impianto di Brantham a Moplefan e Moplefan U.K., a cui Himont aveva a sua volta conferito gli impianti per la produzione del fiocco polipropilenico, nei primi mesi del 1987 Himont cedette la quota in Moplefan a Montedison ed Hercules.

### Il disimpegno di Hercules
I brillanti risultati della società ne consentirono la quotazione alla borsa di New York.
Destò quindi grande scalpore l'annuncio, nel settembre 1987, della cessione da parte di Hercules della propria quota in Himont a Montedison, che rilevò il 38,7% della società; era poi intenzione della stessa Montedison di portare la propria quota di controllo all'80%. Nel 1988 la Montedison decise quindi di non conferire alla neonata società Enimont (joint venture tra Eni e Montedison) il controllo di Himont.

### Il subentro di Shell
Dopo diversi anni di controllo maggioritario da parte di Montedison, nel 1995, la Shell divenne partecipataria e Himont diventò Montell.

### La cessione da parte di Montedison
A partire dalla vicenda Enimont e proseguendo con la crisi finanziaria del gruppo Ferruzzi, la Montedison nel 1997 vendette tutte le sue partecipazioni in Himont. L'azienda allora mutò il proprio nome in Basell, grazie alla joint-venture tra Shell e BASF. Nel 2005, Basf e Shell vendettero Basell ad Access Industries, azienda statunitense. Dal 20 dicembre 2007 la ragione sociale di quella che è stata la Himont, è LyondellBasell Industries, frutto dell'ulteriore fusione tra Basell e l'azienda Lyondell.